# O-결합 글리코실화
O-결합 글리코실화(영어: O-linked glycosylation)는 단백질의 세린(Ser) 또는 트레오닌(Thr) 잔기의 산소 원자에 당 분자가 부착되는 것이다. O-글리코실화(영어: O-glycosylation) 라고도 한다. O-결합 글리코실화는 단백질이 합성된 후에 일어나는 번역 후 변형 과정이다. 진핵생물에서는 소포체, 골지체 및 때때로 세포질에서 일어나며, 원핵생물에서는 세포질에서 일어난다. 몇 기지 다른 당이 세린이나 트레오닌에 첨가될 수 있으며, 이들은 단백질의 안정성을 변화시키고 단백질의 활성을 조절함으로써 다양한 방식으로 단백질에 영향을 미친다.

## 같이 보기
- 글리코실화
- N-결합 글리코실화